# Corcos (Cebanico)
Corcos es una pedanía y localidad española perteneciente al municipio de Cebanico, en la provincia de León, comunidad autónoma de Castilla y León. Está situado a 7 kilómetros de  Almanza.

## Geografía física
Se encuentra a 60 kilómetros al E de la ciudad de León.
| Noroeste: Villapadierna                         | Norte: Cebanico    | Noreste: Cebanico |
| Oeste: Palacios de Rueda y Quintanilla de Rueda |                    | Este: Mondreganes |
| Suroeste Llamas de Rueda                        | Sur: Castromudarra | Sureste: Almanza  |

## Geografía humana

### Demografía
Según el padrón municipal de habitantes de 2022 del INE, la localidad de Corcos contaba con 12 habitantes, de los cuales 8 eran varones y 4 eran mujeres.
Evolución de la población
| Gráfica de evolución demográfica de Corcos entre 2000 y 2022       |
|                                                                    |
| Población de derecho (2000-2023) según el padrón municipal del INE |

### Transporte y comunicaciones
Red viaria
Dentro de la red de carreteras, Corcos cuenta con las siguientes conexiones:
| Identificador | Denominación         | Itinerario       |
| ------------- | -------------------- | ---------------- |
| LE-5714       | Carretera provincial | Almanza - Corcos |

## Cultura

### Fiestas
- 15 de agosto: Día de la Virgen